# Самсом, Дидерик
Дидерик Мартен Самсом (нидерл. Diederik Maarten Samsom; род. 10 июля 1971, Гронинген, Нидерланды) — нидерландский политик, лидер Партии труда с 2012 по 2016 год.
Вырос и окончил школу в Леувардене. На него оказала большое влияние авария на Чернобыльской АЭС, после чего Дидерик решил изучать ядерную физику и заниматься экологическими вопросами. Окончил Делфтский технический университет с дипломом инженера, во время обучения специализировался в ядерной физике.
Принимал участие в различных экологических программах, в начале 2000-х начал заниматься политикой. В 2002 году стал кандидатом в депутаты на парламентских выборах от Партии труда, но не прошёл в парламент. В следующем году был избран на досрочных выборах. Выступал, в частности, против увеличения нидерландского контингента в Ираке, и вскоре стал одним из лидеров левого крыла партии. В 2008 году впервые участвовал в борьбе за пост руководителя партии, но неудачно. В 2012 году стал новым лидером Партии труда после ухода в отставку Йоба Кохена. Самсом получил 54% голосов на внутрипартийных выборах против 31,6% у ближайшего конкурента.